# Czesław Kruszewski
Czesław Kruszewski (ur. 24 marca 1913, zm. 3 września 1939) – kapral pilot Wojska Polskiego II RP.
Czesław Kruszewski służył jako żołnierz zawodowy w 3 pułku lotniczym we Lwowie. Latał jako pilot w 32 eskadrze rozpoznawczej. 
Po wybuchu II wojny światowej 3 września 1939 roku Kruszewski z załogą w składzie por. obs. Ludwik Dembek oraz kpr. strzelec Henryk Dubisz na samolocie PZL.23 Karaś po wykonania zadania polegającego na rozpoznaniu rejonu Sieradz - Błaszki - Wieluń, została zaatakowana przez niemieckie myśliwce. W czasie akcji samolot został trafiony (przez Bf-109 z 2./JG 77 pilotowanego przez Hptm. Hannesa Trautlofta) i uległ rozbiciu. Poległa cała załoga. Zostali pochowani we wsi Walichnowy koło Wielunia.
Pośmiertnie Czesław Kruszewski został odznaczony Krzyżem Srebrnym Orderu Virtuti Militari.